# Demashita! Powerpuff Girls Z
Demashita! Powerpuff Girls Z (jap. 出ましたっ!パワパフガールズZ, Demashita! Pawapafu Gāruzu Z) ist eine Anime-Fernsehserie des Studios Toei Animation aus dem Jahr 2006. Sie basiert auf der US-amerikanischen Serie Powerpuff Girls von Cartoon Network und wurde als Manga und Videospiel adaptiert.

## Handlung
Um eine Katastrophe zu stoppen, erfinden Professor Utonium und sein Sohn Ken die Chemikalie Z, eine neue Form der Chemikalie X. Damit wollen sie einen riesigen Gletscher zerstören, aber stattdessen tauchen im Himmel mehrere Schwarz-Weiß Lichter auf. Diese verwandeln die drei Mädchen Momoko, Miyako und Kaoru in die „Powerpuff Girls“. Von da an beschützen die drei Mädchen Tokio vor Menschen und Tieren, die durch das geheimnisvolle schwarze Licht böse werden.

## Charaktere
Die Hauptpersonen sind die 13-jährigen Powerpuff Girls, die anders als im Original aus verschiedenen Familien kommen und keine Geschwister sind.
- Momoko Akatsutsumi/Hyper Blossom (赤堤ももこ)

Momoko ist die Anführerin der Powerpuff Girls. Sie verwandelt sich mit den Worten „Hyper Blossom“ und kämpft mit einem Jo-Jo. Sie hat eine Vorliebe für Süßigkeiten, hasst Gemüse und hat Angst vor Zahnärzten. Außerdem hat sie eine jüngere Schwester namens Kuriko. Ihr Zeichen ist ein Herz. Momoko ist die erste der dreien die einen „Kampf“ bestreiten musste, da der Affe Mojo Jojo die Tiere des Zoos befreite, welche Momokos Süßigkeiten fraßen. Dadurch fand sie als erstes heraus, dass sie Superkräfte erhalten hatte. Ihr größter Wunsch, eine Super-Heldin zu werden, ging damit in Erfüllung. Ihre Themenfarbe ist rot.
- Miyako Gōtokuji/Rolling Bubbles (豪徳寺みやこ)

Das zweite Mitglied der Powerpuff Girls verwandelt sich mit den Worten „Rolling Bubbles“, ihre Waffe sind Seifenblasen. Miyako ist nett und höflich, lässt sich aber auch leicht provozieren. Ihre Lieblingspuppe Octi hat sie immer dabei. Ihr Zeichen sind Seifenblasen. Sie bemerkte relativ spät, dass sie Superkräfte erhalten hatte (erst als Momoko es ihr zum dritten Mal erklärt hatte), und benutzte ihren Seifenblasenstab zuerst als Wurf-Waffe, da sie nicht so recht wusste, was sie mit diesen Kräften anfangen sollte. Ihre Themenfarbe ist blau.
- Kaoru Matsubara/Powered Buttercup (松原かおる)

Sie ist das dritte der Powerpuff Girls und hasst mädchenhafte Sachen, mag aber Kampfsport und ist gut im Fußball. Ihre Waffe ist ein Daruma-Otoshi-Hammer, ihr Zeichen sind Sterne. Wegen ihrer Abneigung gegenüber mädchenhaften Sachen war sie zu Anfang nicht begeistert davon mit Momoko und Miyako ein Team zu bilden, raufte sich aber schließlich doch mit ihnen zusammen. Ihren ersten richtigen Heldenauftritt hat sie, als Mojo Jojo aus dem Labor ausbricht und ihn daraufhin aus Wut, dass sie einen Rock anhat, mit ihrem Hammer den Boden unter seinen Füßen wegbricht. Ihre Themenfarbe ist grün.
- Professor Utonium und Ken Kitazawa (ユートニウム博士, 北沢ケン)

Professor Utonium hat einen achtjährigen Sohn namens Ken Kitazawa. Da Kens Mutter auf einer Raumstation arbeitet und nie da ist, wird er von seinem Vater meist liebevoll behandelt. Ken hilft den Mädchen und sieht sie als ältere Schwestern.
- Peach

Kens Roboterhund Peach wurde wie die Powerpuff Girls vom weißen Licht getroffen. So wurde er intelligenter, kann sprechen und auch Katzen verstehen. Peach ist der Auslöser für die Transformation der Powerpuff Girls, indem er nach ihnen ruft „Powerpuff Girls wir brauchen euch“ (eng. „Powerpuff Girls we needs you“).
- Bürgermeister Mayer

Der Bürgermeister von Tokio liebt Süßigkeiten, sein jüngerer Bruder ist der Schulleiter von Momoko, Miyako und Kaoru. Er versucht immer wieder die Mädchen dazu zubringen bei ihren Rettungsaktionen die Stadt heil zu lassen, was leider von wenig Erfolg gekrönt ist. Seine Mitarbeiterin Miss Bellum erledigt die meisten seiner Aufgaben für ihn, ihr Gesicht ist dabei immer verdeckt.
- Mojo Jojo

Mojo Jojo war ein ganz normaler Affe im Zoo, bis er von dem Schwarzen Licht getroffen wurde. Er ist der erste Gegner der Powerpuff Girls, der am häufigsten in Erscheinung tritt, in den ersten vier Folgen taucht nur er als Bösewicht auf.

## Produktion und Veröffentlichung
Die 52-teilige Serie wurde 2006 vom Studio Toei Animation unter der Regie von Hiroyuki Kakudō und Megumu Ishiguro produziert. An der Produktion war Aniplex beteiligt, das Charakterdesign entwarf Miho Shimogasa. Der Anime wurde vom 1. Juli 2006 bis zum 30. Juni 2007 durch TV Tokyo in Japan ausgestrahlt.
Die Serie wurde unter anderem ins Englische, Französische, Spanische und Italienische übersetzt.

### Synchronisation
| Rolle                  | Japanischer Sprecher (Seiyū) |
| ---------------------- | ---------------------------- |
| Momoko Akatsutsumi     | Emiri Katō                   |
| Miyako Gōtokuji        | Nami Miyahara                |
| Kaoru Matsubara        | Machiko Kawana               |
| Prof. Utonium Kitazawa | Taiten Kusonoki              |
| Ken Kitazawa           | Makiko Oomoto                |
| Mojo Jojo              | Masashi Ebara                |

### Musik
Die Musik der Serie wurde komponiert von Hiroshi Nakamura und Taichi Master. Die Vorspanntitel sind Kibō no kakera von Nana Kitade und JIG the UPPER von Hoi Festa. Für die Abspanne verwendete man die Lieder Mayonaka no DOOR von Liu Yi Fei, LOOK von HALCALI, Tōri Ame von Wiz-US und Himawari von Hearts Grow.

## Adaptionen

### Manga
Von Juli 2006 bis Juni 2007 erschien im Magazin Ribon des Verlags Shūeisha in Japan ein Manga zur Serie. Das Werk wurde gestaltet von der Zeichnerin Shiho Komiyuno.

### Videospiel
Im Juni 2007 erschien in Japan ein Videospiel von Namco mit dem Titel de Demashita! Powerpuff Girls Z zur Serie für die Konsole Nintendo DS. Dabei handelt es sich um ein virtuelles Brettspiel.

## Auszeichnungen
Die Seiyū Emiri Katō erhielt für ihre Sprecherrolle als Momoko Akatsutsumi den Preis für die beste Newcomerin bei den zweiten Seiyū Awards 2008.